# Metania pottsi
Metania pottsi är en svampdjursart som först beskrevs av W. Weltner 1895.  Metania pottsi ingår i släktet Metania och familjen Metaniidae. Inga underarter finns listade i Catalogue of Life.